# Upucerthia
Upucerthia är ett fågelsläkte i familjen ugnfåglar inom ordningen tättingar. Släktet omfattar numera fyra arter med utbredning i Sydamerika från centrala Peru till Eldslandet:
- Patagoniencinklod (U. saturatior)
- Fjällstrupig cinklod (U. dumetaria)
- Vitstrupig cinklod (U. albigula)
- Långnäbbad cinklod (U. validirostris)

Tidigare inkluderades även släktena Geocerthia, Tarphonomus och Ochetorhynchus i Upucerthia, med det svenska trivialnamnet markkrypare. Genetiska studier visar dock att de inte alls är nära släkt med varandra och har därför delats upp i flera släkten. Arterna i Upucerthia i begränsad mening står, liksom Geocerthia, nära cinkloderna i Cinclodes, varför deras trivialnamn justerats till just cinkloder.